# 王宗佶
王宗佶（？—908年5月1日），本姓甘，五代十国政权前蜀开国皇帝王建养子，在王建的120个养子中最长，自认为王建的潜在继承人。武成元年（908年），王建怒其悖慢，将他处死。

## 背景
王宗佶生年不详，洪州人氏，姓甘，小时聪明机敏。王建还是忠武军的士兵时，讨伐徐堂举，在江西掠得王宗佶，怜他聪慧狡黠，当时王建还没有儿子，就将他收为己子抚养成人，常在帐下。

## 唐朝年间效力王建
后来，王宗佶随王建入阆中，在王建最终控制今四川和重庆地区的军事行动中，王宗佶在他帐下，表现优异，补貔虎都指挥使，迁嘉州刺史。乾宁年间，王建克绵州，以王宗佶为兵马留后，不久加检校太傅，知节度事。光化二年（899年）五月，在王建要求下，王建刚击败顾彦晖得到的东川被划出五个州府成立新设的武信军，六月王宗佶被任为武信军节度使。
天复元年（901年），宰相崔胤召宣武军节度使朱全忠诛杀宦官，当权宦官韩全诲挟持昭宗逃离长安投奔盟友凤翔节度使李茂贞，朱全忠攻打凤翔想夺回皇帝。十二月，李茂贞和朱全忠都向王建求援。王建想戏耍双方，表面上答应朱全忠、拒绝李茂贞，却派密使去凤翔鼓励李茂贞扛住，又派王宗佶和其他养子王宗涤、王宗播等为扈驾指挥使，率兵五万，声言迎驾，率步骑北上，实则攻打李茂贞控制的山南西道。二年（902年）八月，王宗佶再借道兴元，李茂贞养子山南西道节度使李继密拒战不利，献城投降，王建遂得山南西道。王宗佶因功加检校太尉。七月，王建任王宗涤为山南西道节度使，但王宗佶和其他一些将领出于嫉妒构陷王宗涤，使得王建召王宗涤回军部成都并将其处死。
此后几年，王宗佶的活动在史料上语焉不详，只知曾任东川节度使、兼侍中。

## 王建年间
七年（907年）七月，朱全忠迫唐昭宗子唐哀帝禅位，亡唐，新建后梁，称皇帝（是為太祖）后，王建最初和一些其他拒绝承认后梁皇权的节度使如李克用、李茂贞、杨渥等宣称联手攻朱全忠，恢复唐朝，随后决定自己也称帝。九月，他宣布建立蜀国（史稱前蜀），称帝，进王宗佶为公爵，开府，守中书令，拜为宰相。因一同拜相的韦庄未被授予完整的宰相衔，王宗佶最初是唯一的有完整头衔的宰相。
王宗佶仗着有功和王建养长子的身份骄恣，专注征伐之事，诸将都躲避他。有一次王建在星宿山讲武，有步骑三十万，王建在行宫设宴，对左右说：“得到一二个像韩信一样的人，平定中原有余了。”王宗佶就跪下说：“臣虽然不才，自认为可当此任。”却遭到兵部郎中张扶反驳。王宗佶怀恨，让厨师下药毒死了张扶。王宗佶行为不法。王建近臣内枢密使唐道袭出身舞童，王宗佶一直轻视他，直呼其名而不称其官衔，唐道袭因此记恨，但表面上对他越发恭谨。王建聽聞後，大怒說：“宗佶对我的枢密使直呼其名，是将要反了。”其後，王宗佶看到王宗懿等兄弟都长大了，心不自安，和党羽御史中丞郑骞、判官李钢合谋，想当节度使，作乱。王建知道他的心思，也因王宗佶结党而心生厌恶。武成元年（908年）二月，王建进王宗佶为晋国公，罢去宰相的名位，授與更高的荣衔為太师，除去了他的政务权。
王宗佶因被罢相而生怨，私养死士出入卧室，图谋作乱。郑骞等人又教唆他请求当大司马，总领六军，并请求为储君。王建亲生长子王宗仁残废，王建认为他不堪为储，封次子王宗懿为遂王，却没有封为皇太子，王宗佶对此提出质疑，无礼上表王建称：“臣论官职是大臣，论亲是您的长子。国家事务和我休戚相关。现在，皇储未定，必生祸患。陛下如果相信王宗懿的才能足以继业，应该趁早立为太子，以臣为元帅统率六军。如果您认为时势艰难，王宗懿年尚幼，臣不敢辞让重事。现在陛下已经南面而坐，应该把军旅之事交托给臣。臣请求开元帅府，铸造六军印绶，让臣负责其行军命令。太子早晚视您用膳，臣率军保护您。这对您的万世基业很重要。请您裁决。”王宗佶屡次如此上表，言辞不逊，甚至还乞求为储君。王建怒了，但起初没有公开表露不悦，也因为王宗佶参与立国多有立功，予以优容。他与唐道袭商议此事时，唐道袭为了让他进一步发怒，说：“王宗佶的威望足以慑服宫内外的人，足以统御诸将。”这使王建愈发疑心王宗佶了。此后不久，三月，王宗佶在宫内见王建奏事时，请封且言辞悖慢。王建斥责他，他也不退下。王建怒，命卫士扑杀之，并贬郑骞为维州司户、卫尉少卿李钢为汶川尉，且都在途中赐死。赠张扶谏议大夫。